# Anna Gacek
Anna Gacek (ur. 9 kwietnia 1981 w Bytomiu) – polska dziennikarka muzyczna, w latach 2001–2020 prezenterka Programu Trzeciego Polskiego Radia.

## Życiorys
Pracę w Programie Trzecim Polskiego Radia rozpoczęła w 2001 od współpracy z Pawłem Kostrzewą przy audycji Trójkowy Ekspres. Prowadziła lub współprowadziła audycje, takie jak m.in.: Myśliwiecka 3/5/7 i Offensywa (obie wraz z Piotrem Stelmachem), Zjednoczone Królestwo i Lista osobista (autorskie audycje Piotra Metza), Manniak po ciemku (autorska audycja Wojciecha Manna) i wtorkowe wydania W tonacji Trójki (z Mannem) oraz Zapach poranka i Historia pewnej płyty (obie z Tomaszem Żądą). Prowadziła także dla rozgłośni autorskie audycje: Atelier, Aksamit i Powiększenie oraz przeprowadziła szereg wywiadów dla Trójki.
Znana jest również jako pasjonatka mody – w swoich audycjach prezentowała m.in. śpiewające modelki, w swojej karierze odnotowała kilka epizodów współpracy w charakterze stylistki sesji zdjęciowych.
Współpracuje lub współpracowała z czasopismami muzycznymi „Machina” i „Teraz Rock”, magazynem o modzie „A4”, miesięcznikiem dla kobiet „Zwierciadło”, z tygodnikiem „Przekrój”, z popkulturowym magazynem „K MAG”, lajfstajlowym „Vice” oraz z „Dziennikiem Gazetą Prawną”. Udziela się też jako ekspertka m.in. w cyklach 66 niezapomnianych…, emitowanych na antenie przeznaczonej głównie dla kobiet stacji telewizyjnej TVN Style.
9 marca 2020 wygasła jej dotychczasowa umowa współpracy z Polskim Radiem. Polskie Radio miało zaoferować jej inną propozycję kontynuowania pracy w Polskim Radiu, ale Gacek z niej nie skorzystała. Sama dziennikarka stwierdziła jednak: „Decyzją Prezes Polskiego Radia – ze skutkiem natychmiastowym – nie ma dla mnie miejsca na antenie Trójki”.
Od 6 sierpnia 2020 tworzy autorski podcast Rzeczy ulubione dostępny na platformie Audioteka.
Jest autorką książki Ekstaza. Lata 90. Początek (wyd. Wydawnictwo Marginesy, 2021) oraz lektorką książki mówionej o tym samym tytule.
Ma wadę wymowy objawiającą się nieprawidłowym wymawianiem głoski "r".